# Giovanni Brunacci
Giovanni Brunacci (Monselice, 2 dicembre 1711 – Padova, 31 ottobre 1772) è stato uno storico, numismatico erudito italiano.

## Biografia
Giovanni Brunacci è nato a Monselice, allora centro abitato della Serenissima. Dopo i primi studi, entrò nel 1725 nel seminario di Padova, dove fece grandi progressi in teologia, e fu proclamato dottore nel 1734. I suoi più forti interessi erano lo studio delle antichità e della storia del Medioevo. L'ardore con cui vi si dedicò gli fece visitare ed estrarre gli archivi di Padova, Venezia e molte altre città, nei quali raccolse copie di diplomi, carte e documenti preziosi.
La fama del suo valore giunse alle orecchie del cardinale Rezzonico, allora arcivescovo di Padova, poi papa col nome di Clemente XIII; questi gli fece avere una pensione, e lo incaricò di scrivere la storia della sua chiesa. Questa pensione fu pagata al Brunacci solo per pochi anni.
Si occupò di questa grande opera, e la spinse fino alla metà del XII secolo. La compose prima in italiano, e poi volle tradurla in latino; ma la sua morte, avvenuta nel 1772, gli impedì di completare questa traduzione.
La parte tradotta arriva solo a metà dell'XI secolo. Queste due opere sono rimaste manoscritte, nonostante l'interesse che hanno per la storia di Padova.
Il talento e l'erudizione di Brunacci furono apprezzati dai suoi contemporanei. Diverse accademie, italiane e straniere, si affrettarono ad associarlo.

## Opere
- Ragionamento sopra il titolo di Canonichesse nelle monache di S. Pietro, Padova 1745
- Pomponatius Jo. Brunatii, nel 4º tomo della Raccolta d’opuscoli scientifici e filologici di Angelo Calogerà.
- De Benedicto Tyriaco-Mantuano Epistola ad Petrum Barbadicum, senatorem Venetum, nella stessa raccolta
- De facto Marchiae Epistola amico suo Calogerà, stessa raccolta, tomo 45, 1751
- Epistola al P. Anselmo Costadoni,  stessa raccolta, tomo 45
- Chartarum coenobii S. Iustinae explicatio, Patavii 1763
- Della beata Beatrice d'Este...., Padova 1767
- De leprosis apud Patavinos ..., Patavii 1772
- De cultu lini apud Patavinos antiquiores...1778
- Prodromo ossia preliminare della storia ecclesiastica padovana..., Padova 1803
- Lezione d’ingresso nell’accademia de’ Ricovrati di Padova, Venise, 1759.
- Conforti della medicatura degli occhi, Padova, 1765, in-4°, etc.
- De re nummaria Patavinorum, Venetiis 1744, ristampata da Filippo Argelati in de Monetis Italiæ.
- Lettera sopra un piombo del doge E. Dandolo 1751
- Supplemento al Teatro nummario del Muratori, con 300 monete inedite, Ferrara, 1756
- Monete tre estensi. Lettera al signor Niccolò Venezze, 1763.